# Les Banshees d'Inisherin
Pour plus de détails, voir Fiche technique et Distribution.
Les Banshees d'Inisherin (The Banshees of Inisherin) est un film irlando-américano-britannique écrit et réalisé par Martin McDonagh sorti en 2022.
Le film est présenté en avant-première mondiale à la Mostra de Venise 2022 où il remporte le Prix du meilleur scénario et Colin Farrell reçoit la Coupe Volpi de la meilleure interprétation masculine,. Il reçoit plusieurs nominations aux Golden Globes et remporte notamment le Golden Globe du meilleur film musical ou de comédie.

## Synopsis
En 1923, la guerre civile irlandaise touche à sa fin. Pádraic vit sur l'île (fictive) d'Inisherin, au large de la côte ouest de l'Irlande. Du jour au lendemain, Colm, son meilleur ami, décide de ne plus lui parler. Qu'a-t-il fait ou dit pour mériter ça ? Rien : Colm estime que Pádraic est simplement ennuyeux et il préfère consacrer les années qui lui restent à composer de la musique, ce qui lui permettra peut-être de rester dans les mémoires, plutôt que de perdre son temps à converser avec Pádraic.
Pádraic est très déstabilisé par le comportement de Colm. Et comme il insiste, Colm pose un ultimatum : chaque fois que Pádraic tentera de lui parler, il se coupera un doigt avec sa cisaille à tondre les moutons. Peu après, Pádraic, ivre, dit à Colm ce qu'il a sur le cœur, puis revient s'excuser. Colm se coupe alors un doigt et le lance contre la porte de Pádraic.
Colm se lie avec de jeunes musiciens venus de l'île principale de l'Irlande. Pádraic fait croire à l'un d'eux que son père a subi un grave accident pour qu'il reparte chez lui. La tension monte, et Mrs McCormick, une vieille femme, fait de sinistres prédictions, telle une banshee.
Pádraic rend à nouveau visite à Colm ; d'abord en colère, il se radoucit et lui demande si sa composition progresse. Colm lui annonce fièrement qu'il a terminé la chanson qu'il composait et qu'elle s'intitulera The Banshees of Inisherin. Pensant avoir renoué les liens avec son ami, Pádraic lui avoue qu'il a poussé un de ses amis musiciens à quitter l'île en lui donnant de fausses informations. Colm se coupe alors les quatre doigts restants de sa main gauche et les lance contre la porte de Pádraic.
Siobhán, la sœur de Pádraic, ne supportant plus l'atmosphère (ghosting de Colm envers son frère ; policier incestueux et violent avec son fils, Dominic ; épicière-postière hostile et inquisitrice, ouvrant son courrier, ...), décide de quitter l'île immédiatement après avoir reçu une offre d'emploi dans une librairie de l'île principale. Pádraic se sent encore plus triste et désemparé, d'autant qu'il retrouve Jenny, son ânesse naine à laquelle il était très attaché, morte étouffée en tentant de manger un doigt de Colm tombé près de sa porte. Son chagrin étant immense, Pádraic annonce alors à Colm qu'il mettra le feu à sa maison le lendemain à 14 heures sans vérifier si Colm est à l'intérieur. Passant véritablement à l'acte, il met toutefois à l'abri la chienne de Colm. Contrairement à son annonce, il regarde par la fenêtre avant de repartir chez lui et constate que Colm est assis dans sa maison malgré le feu qui commence à faire rage.
Dominic, le fils un peu simplet de Peadar, le policier brutal, est retrouvé noyé dans un lac. La maison de Colm est détruite, mais Colm est finalement sorti à temps et a survécu. Les deux hommes se retrouvent sur la plage. Colm s'excuse pour la mort de Jenny et remercie Pádraic d'avoir pris soin de sa chienne. Sont-ils quittes avec l'incendie de sa maison ? Non, lui répond Pádraic, puisque Colm  n'est pas resté dans sa maison en flammes. De loin, la vieille Mrs McCormick les regarde.

## Fiche technique
Sauf indication contraire, les informations mentionnées dans cette section peuvent être confirmées par la base de données cinématographiques IMDb,  présente dans la section « Liens externes ».
- Titre original : The Banshees of Inisherin
- Titre français : Les Banshees d'Inisherin
- Réalisation et scénario : Martin McDonagh
- Musique : Carter Burwell
- Décors : Mark Tildesley
- Costumes : Eimer Ni Mhaoldomhnaigh
- Photographie : Ben Davis
- Montage : Mikkel E.G. Nielsen
- Production : Graham Broadbent, Peter Czernin et Martin McDonagh
  - Coproduction : Jo Homewood
  - Production déléguée : Daniel Battsek, Ben Knight, Ollie Madden et Diarmuid McKeown
- Sociétés de production : Searchlight Pictures, TSG Entertainment, Blueprint Pictures et Film4
- Sociétés de distribution : Searchlight Pictures (États-Unis), Walt Disney Studios Motion Pictures (France)
- Pays de production :  Irlande,  États-Unis et  Royaume-Uni
- Langue originale : anglais
- Format : couleur — 2,35:1
- Genre : comédie noire et historique
- Durée : 109 minutes
- Dates de sortie[3] :
  - Italie : 4 septembre 2022 (avant-première à la Mostra de Venise)
  - États-Unis : 21 octobre 2022
  - France : 28 décembre 2022
  - Suisse romande : 28 décembre 2022

## Distribution
- Colin Farrell (VF : Boris Rehlinger) : Pádraic Súilleabháin
- Brendan Gleeson (VF : Gabriel Le Doze) : Colm Doherty
- Kerry Condon (VF : Léovanie Raud) : Siobhán Súilleabháin, la sœur de Pádraic
- Barry Keoghan (VF : Maxime Baudouin) : Dominic Kearney, le fils de Peadar
- Gary Lydon (VF : Charles Uguen) : Peadar Kearney, le policier
- Pat Shortt (VF : Enrique Carballido) : Jonjo Devine, le tavernier
- Sheila Flitton (VF : Cathy Cerdà) : Mrs. McCormick
- Jon Kenny (en) (VF : Vincent Ropion) : Gerry
- David Pearse (VF : Emmanuel Curtil) : le prêtre
- Lasairfhíona Ní Chonaola (en) : la chanteuse

## Production
Le projet est annoncé en février 2020. Le nouveau film de Martin McDonagh est développé avec Searchlight Pictures. Il réunit les deux acteurs principaux que le cinéaste avait dirigés dans Bons Baisers de Bruges (2008) : Brendan Gleeson et Colin Farrell. En août 2021, Barry Keoghan et Kerry Condon rejoignent eux aussi la distribution.
Le tournage débute en août 2021 sur l'île irlandaise d'Inis Mór. Les prises de vues se déroulent également sur l'île d'Achill. Elles s'achèvent le 23 octobre 2021,.

## Accueil

### Accueil critique
En France, le site Allociné propose une moyenne de 3,7⁄5, fondée sur 30 critiques de presse.
La critique - Chaos Reign, Daily Dot, Toronto Star, ... - relève le traitement du thème du Ghosting dans ce film,, (pratique consistant principalement à ne plus répondre, du jour au lendemain, aux appels ou messages de personnes proches).

### Box-office
| Pays ou région    | Box-office      | Date d'arrêt du box-office | Nombre de semaines |
| ----------------- | --------------- | -------------------------- | ------------------ |
| Irlande           | 428 674 entrées | -                          | -                  |
| États-Unis Canada | 10 582 266 $    | 16 mars 2023               | 21                 |
| France            | 414 516 entrées | 28 février 2023            | 9                  |
| Total mondial     | 49 262 687 $    | -                          | -                  |

## Distinctions

### Récompenses
- Mostra de Venise 2022 :
  - Prix du meilleur scénario
  - Coupe Volpi de la meilleure interprétation masculine pour Colin Farrell
- Golden Globes 2023 : 
  - Meilleur film musical ou de comédie
  - Meilleur acteur dans un film musical ou une comédie pour Colin Farrell
  - Meilleur scénario
- BAFA 2023 : 
  - Meilleur film britannique
  - Meilleur scénario original
  - Meilleur acteur dans un second rôle pour Barry Keoghan
  - Meilleure actrice dans un second rôle pour Kerry Condon

### Nominations
- Golden Globes 2023 : 
  - Meilleure réalisation
  - Meilleur acteur dans un second rôle pour Brendan Gleeson
  - Meilleur acteur dans un second rôle pour Barry Keoghan
  - Meilleure actrice dans un second rôle pour Kerry Condon
  - Meilleure musique de film
- Oscars 2023 :
  - Meilleur film
  - Meilleure réalisation
  - Meilleur scénario original
  - Meilleure musique de film
  - Meilleur acteur pour Colin Farrell
  - Meilleur acteur dans un second rôle pour Brendan Gleeson
  - Meilleur acteur dans un second rôle pour Barry Keoghan
  - Meilleure actrice dans un second rôle pour Kerry Condon
  - Meilleur montage

### Sélections
- Mostra de Venise 2022 : sélection officielle, en compétition pour le Lion d'or[18].